# Noël-Antoine Pluche
Noël-Antoine Pluche, noto anche come abbé Pluche, (Reims, 13 novembre 1688 – La Varenne-Saint-Maur, 19 novembre 1761), è stato uno scrittore e naturalista francese.
È noto per il suo Spectacle de la nature, un grande trattato di divulgazione scientifica.

## Biografia
Noël-Antoine Pluche, che era figlio di un fornaio, nacque a Reims il 13 novembre 1688, in una strada che ha ora il suo nome. Divenne un insegnante di retorica. Il vescovo di Laon lo mise a capo del collegio cittadino, incarico che accettò per evitare le conseguenze giudiziali della bolla pontificia Unigenitus (1713)
Nel 1749 si ritirò a La Varenne-Saint-Maur, presso Parigi, dove nel 1761 morì.
Il suo Spectacle de la nature fu pubblicato nel 1732, e fu tradotto in tutta Europa. Anche se influenzò molti naturalisti, era un lavoro destinato alla divulgazione popolare, non un testo scientifico.

## Opere

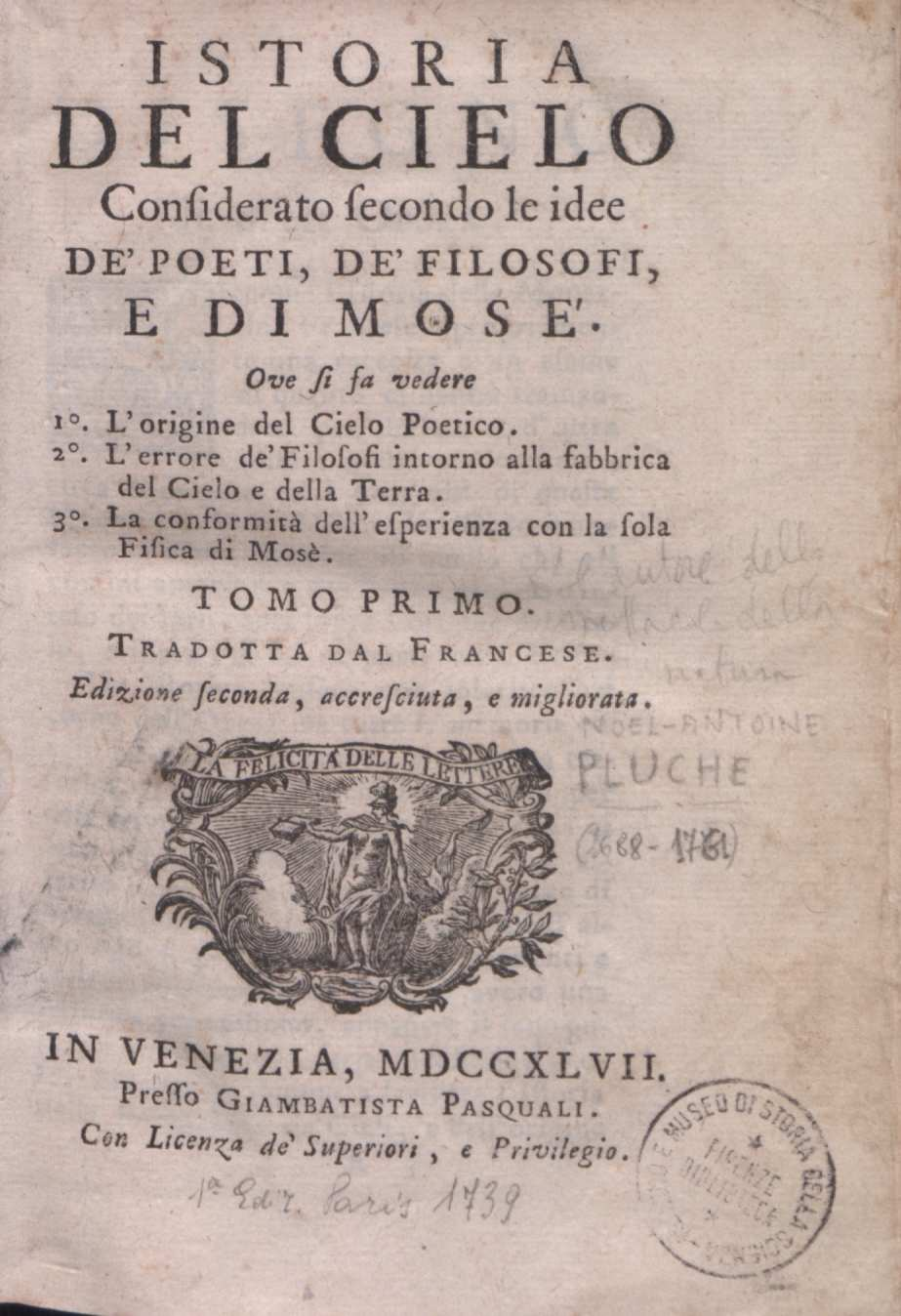
Istoria del cielo considerato secondo le idee de' poeti, de' filosofi, e di Mosè, 1747

- Spectacle de la nature, vol. 1, Venezia, Giovanni Battista Pasquali, 1740.
  - (FR) Spectacle de la nature, vol. 2, Paris, Jacques Estienne, veuve  et fils & Jean Desaint, 1740.
- (FR) Histoire du ciel, Den Haag, Jean Neaulme, 1741.
- Histoire du ciel considéré selon les idées des poètes, des philosophes et de Moïse, Venezia, Giovanni Battista Pasquali, 1747.
- Histoire du ciel, Venezia, Giovanni Battista Pasquali, 1747.
- De Linguarum artificio et doctrina (1751)
- Concorde de la géographie des différens âges (1764)
- Lettre sur la sainte ampoule et sur le sacre de nos Rois à Reims. (1775)